# GRIP2
GRIP2‏ (Glutamate receptor interacting protein 2) هوَ بروتين يُشَفر بواسطة جين GRIP2 في الإنسان.

## التفاعل
لقد ثبت أن GRIP2 يتفاعل مع liprin-alpha-1.